# Francs Peak
Der Francs Peak ist ein prominenter Berg im Shoshone National Forest im Nordwesten des US-Bundesstaates Wyoming und mit einer Höhe von 4011 m (nach anderen Angaben 4009 m) der höchste Berg der Absaroka Range in den Rocky Mountains. Ebenfalls ist er der höchste Berg des Park County und der einzige Berg der Absaroka Range mit einer Höhe von über 4000 m. Der Francs Peak erhebt sich über das Bighorn Basin und die gesamte Absaroka Range. Die Aussicht vom Gipfel umfasst die höchsten Gipfel der anderen Gebirge Wyomings:  Bighorn Mountains, Wind River Range, Teton Range sowie den höchsten Berg Montanas, den Granite Peak. Er wurde wahrscheinlich von Prospektoren im späten 19. Jahrhundert von dem nahe gelegenen Bergbaulager Kirwin aus bestiegen und ist nach Otto Franc, einem Landwirt aus dem Bighorn Basin, benannt. Er ist der einzige höhere Gipfel in Wyoming, an dem Bergbauaktivitäten stattgefunden haben.

## Belege
1. ↑  Francs Peak. Abgerufen am 8. Januar 2021 (englisch).
2. 1 2  Peakbagger: Francs Peak. Abgerufen am 8. Januar 2021.
3. ↑  Geonames: Francs Peak. Abgerufen am 8. Januar 2021.
4. ↑  Summitpost: Francs Peak : Climbing, Hiking & Mountaineering : SummitPost. Abgerufen am 8. Januar 2021.